# Dom na Kofcah
Dom na Kofcah (1488 mnm) je planinska postojanka na planini Kofce, južnem pobočju pogorja Košuta. Oskrbuje jo Planinsko društvo Tržič.
Prva koča na Kofcah je stala nekoliko niže od današnje. Zgradila jo je »Stavbna zadruga Planinski dom na Kofcah«, ki jo je ustanovila Tržiška podružnica SPD. Planinski dom so odprli 20. novembra 1927. Leta 1941 ga je prevzelo Nemško planinsko društvo. Leta 1944 so ga partizani požgali. Po osvoboditvi je PD Tržič leta 1948 prevzelo nekdanjo zasebno Primožičevo kočo in jo odprlo kot planinsko postojanko. V letih 1982 in 1983 so dom obnovili in posodobili ter dogradili nekaj pomožnih prostorov.
V treh gostinskih prostorih je 70 sedežev; v 8 sobah je 40 postelj; WC, umivalnica z mrzlo vodo; glavni gostinski prostor ogrevajo s krušno pečjo; tekoča voda, fotovoltaični sistem in agregat za elektriko.
Dom na Kofcah je odprt vse leto, v zimskih mesecih le ob vikendih.

## Razgledi
Razgled sega na vzhodu preko južnih pobočij Košute na ravnico Save, proti jugovzhodu na vrhove Kamniških Alp. Na jug sega pogled od Storžiča, Kriške gore do Dobrče, vidi se del Gorenjske in ob jasnem vremenu do Snežnika in vrhov v Gorskega Kotarja. Na zahodu so Julijci s Triglavom, spredaj Pokljuka, bližnja Begunjščica in severno od nje Stol. Proti severno od doma se razprostira 10 km dolg greben Košute.

## Dostopi
Najlažji cestni dostop je možen iz Tržiča preko vasi Jelendol, kjer je več možnih parkirišč in izhodišč:
- čez naselje Putrhof v Jelendolu, do planine Šija, 11 km, do doma - 30 min.
- do domačije Lukec v Zgornji Dolini, 5 km, čez Kal - 2 h.
- Po gozdni cesti iz Podljubelja (gostilna Ankele) do domačije Matizovec, 4 km, do doma - 1 h.
- Po regionalni cesti Tržič-Ljubelj, do naselja Plaz v Podljubelju, čez Kal - 2 h 45.
- Iz Tržiča, pod Kamnikom in čez Kal - 3 h.
- Iz Tržiča, mimo domačije Završnik in čez Kal - 3 h.

## Vzponi
- Veliki vrh (2088 m), 1.30 h (Lahka pot)
- Kofce gora/Mali turn (1967 m), 1.00 h (Lahka pot)
- Hajnžturm/Kladivo (2094 m), čez Kofce goro, 2.00 h (Lahka pot)
- Hajnžturm/Kladivo (2094 m), čez planino Šija, 2.00 h (Lahka pot)

## Prehodi
- Koča na Ljubelju (1369 m), čez Veliki vrh in Košutico, 5.00 h (Zelo zahtevna pot)
- Planinski dom na Zelenici (1536 m), čez Veliki vrh in Košutico, 7.00 h (Zelo zahtevna pot)